# Inuit Ataqatigiit
Inuit Ataqatigiit (Groenlands voor Inuitgemeenschap) is een linkse politieke partij in Groenland. De partij is ontstaan uit het groeiende jongerenradicalisme in Denemarken gedurende de jaren 70. In november 1976 werd ze gesticht als een beweging, om tot een feitelijke partij omgevormd te worden in 1978.
De ideologie van de partij is socialistisch, en bevindt zich in het linkerdeel van het politieke spectrum in Groenland. De partij streeft naar een onafhankelijk Groenland en gelijke kansen en mogelijkheden voor iedereen in de Groenlandse samenleving. IA neemt bovendien actief deel aan een samenwerking onder de Inuit en steunt de strijd voor de rechten van alle inheemse volkeren.

## Verkiezingen
Bij de verkiezingen van 3 december 2002 behaalde de partij nog 25,3% van de stemmen en zetels. De echte doorbraak kwam in 2009 toen de partij veertien van de 31 zetels in het parlement won. In 2018 haalde het acht zetels, doordat 25,5% van de stemmen behaald werden.
In 2021 was de partij weer succesvol en werd de grootste met 12 zetels.
Inuit Ataqatigiit is ook vertegenwoordigd in het Folketing, het Deense parlement, door Aaja Chemnitz Larsen. De huidige voorzitter is Múte Bourup Egede, lid van het Groenlandse parlement, de Inatsisartut.
Ze hebben na de verkiezingen van 2017 26 van de 81 zetels van de gemeenten in handen gekregen.
Ze hebben 3 van de 5 burgemeesters in handen.